# Bob Mansfield
Bob Mansfield este vicepreședintele departamentului hardware (Mac și iPhone) al Apple Inc.